# معركة كورونل

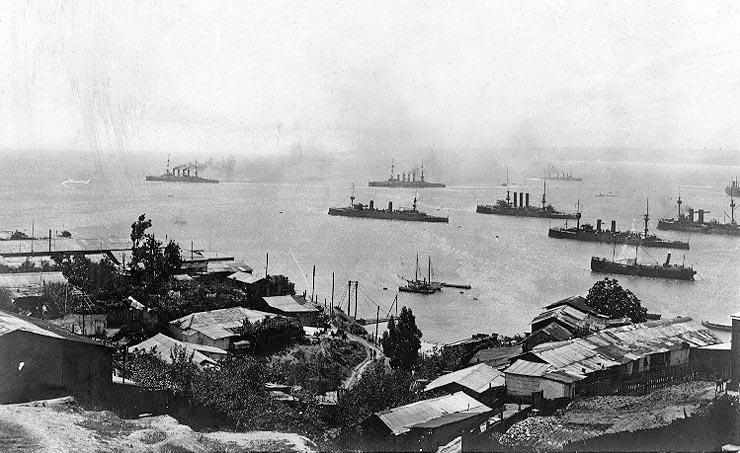
الأسطول الألماني يغادر فالباراسيو، تشيلي

معركة كورونل (بالإنكليزية: Battle of Coronel؛ بالألمانية: Seegefecht bei Coronel) معركة بحرية في الحرب العالمية الأولى جرت في الأول من نوفمبر سنة 1914 قبالة سواحل شيلي الوسطى بالقرب من مدينة كورونل. قوات البحرية الإمبراطورية الألمانية بقيادة اللواء البحري غراف ماكسيمليان فون شبيه التقت وهزمت أسطول بحري ملكي بريطاني بقيادة العميد البحري السير كريستوفر كرادوك.